# Euthraulus
Genre
Euthraulus est un genre d'insectes appartenant à l'ordre des éphéméroptères, à la famille des Leptophlebiidae et à la sous-famille des Atalophlebiinae.

## Espèces
Selon BioLib (4 janvier 2023) :
- Euthraulus assimilis (Gaino & Sowa, 1985)
- Euthraulus balcanicus Ikonomov, 1961